# Epifania de Pavia
Epifania de Pavia (morta l'any 800) va ser una santa longobarda. Segons les tradicions medievals tardanes de Pavia va ser filla de Ratquis de Friül (744/749 – 756/757), rei dels longobards i d'Itàlia.
Es troba soterrada al Monestir de Santa Maria delle Cacce, conegut abans com de Santa Maria Foris Portam, fundat per son pare a Pavia, la capital lombarda.